# People’s United Democratic Movement
People’s United Democratic Movement (PUDEMO; deutsch etwa „Vereinigte demokratische Volksbewegung“; Siswati Insika Yenkhuleko Yemaswati; deutsch etwa „Freiheitssäule der Swasi“) ist eine 1983 gegründete Partei in Eswatini (bis 2018 Swasiland). Sie durfte sich gemäß den ab 1973 bzw. 2005 geltenden Verfassungen nie an Wahlen beteiligen. Ihr Status ist unklar; die meisten Aktivitäten erfolgen von Südafrika aus.
PUDEMO gehört als assoziiertes Mitglied der Sozialistischen Internationale an.

## Geschichte
Die Partei wurde am 7. Juli 1983 an der University of Swaziland von Studenten, Intellektuellen und Gewerkschaftern gegründet. Bis 1989 blieb sie im Untergrund. In der Folge führte die Partei mehrfach Kampagnen für demokratische Reformen. Sie lehnt das bestehende Tinkhundla-System, das keine Parteien vorsieht, ab. 
1990 verstärkten sich die Aktivitäten der Partei, unter anderem durch das Verteilen von Flugblättern. Mitte Juli wurden etwa 20 Mitglieder verhaftet und teilweise des Landesverrats, des Aufruhrs und der Gründung einer Partei angeklagt. Bis Oktober wurden sie freigelassen; im November 1990 wurde aber eine Demonstration von PUDEMO-Anhängern gewaltsam aufgelöst. 1991 wurde die Jugendorganisation Swaziland Youth Congress (SWAYOCO) gegründet.
Mehrmals wies die Partei Einladungen des absolutistisch regierenden Königs Mswati III. zurück, das Tinkhundla-System zu reformieren, da sie beim König keinen Willen zur Veränderung sah. 1991 wurde sie eingeladen, Vertreter zur Kommission Vusela zu entsenden, ebenso zur Kommission Vusela 2. Im März 1993 wurden erneut PUDEMO-Mitglieder inhaftiert. Der Vorsitzende Kislon Shongwe wurde 1996 durch den radikaleren Mario Musuku ersetzt.
2000 wurde Mario Musuku verhaftet. Ihm wurden Beleidigung des Königs, Aufruhr und Landesverrat vorgeworfen. 2005 wurden 13 Mitglieder angeklagt, Brandanschläge begangen zu haben; ein Mitglied gab die Tat zu und bezichtigte PUDEMO, die Taten initiiert zu haben.
2008 wurde der damalige stellvertretende Vorsitzende Gabriel Mkhumane in seinem südafrikanischen Exil bei Nelspruit getötet; Parteikreise machten die Regierung dafür verantwortlich. Im selben Jahr starben im Vorfeld der Parlamentswahl zwei mutmaßliche Bombenleger an der Lozitha Bridge nahe dem Königspalast. Das Attentat wurde der Umbane People’s Liberation Army angelastet. PUDEMO verneinte eine Beteiligung an dem Attentatsversuch. Trotzdem wurde Musuku 340 Tage unter dem Vorwurf des Terrorismus in Haft genommen, bevor er freigesprochen wurde; PUDEMO und SWAYOCO sind seither als „terroristische Organisationen“ gebannt.
Das PUDEMO-Mitglied Sipho Jele starb 2010 im Gefängnis, nachdem er wegen des Tragen eines PUDEMO-T-Shirts inhaftiert worden war. Der von den Behörden behauptete Suizid wird von Oppositionellen angezweifelt. Die Beerdigungsfeier wurde abgebrochen, nachdem Polizisten eine PUDEMO-Fahne und Fotos Jeles zerstört und mehrere Trauergäste inhaftiert hatten.
PUDEMO hat seit 2011 eine Partnerschaft mit der dänischen Enhedslisten – de rød-grønne. 2013 wurde die Partei als assoziiertes Mitglied in die Sozialistische Internationale aufgenommen.
2018 wählte die PUDEMO auf ihrem neunten Parteikongress im südafrikanischen eMalahleni eine neue Parteiführung. Unter anderem übernahm Mlungisi Makhanya den Vorsitz.
Mit drei anderen Oppositionsparteien bildet PUDEMO seit Dezember 2019 die Political Party Assembly (PPA), die unter anderem gegen die Umbenennung der englischen Bezeichnung des Landes durch Mswati III. gerichtlich vorgeht.

## Struktur
Die Partei wird von Mlungisi Makhanya als President geführt, Stellvertreterin (Deputy President) ist Zodwa Mkhonta. Zu den weiteren Amtsträgern gehört der Generalsekretär. Die Jugendorganisation ist der Swaziland Youth Congress (SWAYOCO).